# Wintersun
Wintersun is een Finse melodieuze deathmetalband die in 2003 werd gevormd in Helsinki. Wintersun begon als side-project van frontman Jari Mäenpää, die sinds 1996 al bezig was met het schrijven van materiaal van Wintersun. In 2004 kwam het eerste album Wintersun uit, met Kai "the grinder" Hahto op drums. Voor concerten wordt Mäenpää bijgestaan door een bassist en gitarist.

## Albums Time I & II (2006-2024)

### Time I
De opnames voor het tweede album, getiteld Time, begonnen in 2006. De opnamen werden deels gemaakt in de Sonic Pump Studios, met geluidstechnicus Nino Laurenne die eerder opnames deed voor de band Thunderstone. Eerst werden de drums, slaggitaren en basgitaren opgenomen in die studio. Mäenpää besliste om de synthesizers en sampling, gitaarsolo's, akoestische gitaren, zang en Mäntsyaari's gitaarwerk in de studio thuis op te nemen. Het album zou zeven nummers en een intro en outro bevatten. De composities waren zo complex dat er zo'n 200 tot 300 sporen per nummer waren.
Het album werd verschillende keren uitgesteld omdat het album veel mixing nodig had, en dit constant werd uitgesteld. Ook doken er in 2007 technische problemen op en kon Nino zich niet meer vrijmaken tot eind 2008. In juni 2008 kondigde Hahto aan dat het album voor onbepaalde tijd uitgesteld werd, omdat Mäenpää de orkestrale stukken niet in real time kon opnemen omdat hij over te weinig RAM-geheugen beschikte.
De technische problemen bleven de band achtervolgen, tot op een moment dat Mäenpää leed aan een schrijversblok. Toen besliste de band om alle optredens in 2009 te annuleren om zich te kunnen focussen op het afwerken van het album. Ook traden ze niet meer op in 2010.
In 2011 trad de band op tijdens Metalfest, Bloodstock en Metalcamp. Met het label was de band overeengekomen hiervoor geld te ontvangen voor nieuwe hardware.
In 2012 was de band hoofdact in de Heidenfest Tour. Ook kondigde de band aan dat de mixing van het album goed ging, het album zou gesplitst worden en  Time I stond gepland voor een release in de late zomer van datzelfde jaar. In juli 2012 werd uiteindelijk de definitieve releasedatum voor Time I aangekondigd: 12 oktober 2012, al werd dit uiteindelijk nog 1 week uitgesteld. Om de release te promoten, ging de band in november voor het eerst op tournee in Noord-Amerika, samen met Eluveitie en Varg.

### Time II
Time II zou aanvankelijk in 2014 uitkomen en een jaar eerder was al begonnen met het mixen. De band zei dat het album verder ging waar Time I stopte. Het album bevat zeven gitaarsolo's.
Voor de tournee van 2015 werd Hahto vervangen door Timo Häkkinen omdat hij in deze periode tijdelijk de drummer van Nightwish verving.
In 2016 zocht Wintersun een tweede gitarist zodat Mäenpää zich meer zou kunnen focussen op de zang tijdens concerten.
In 2016 werd bekendgemaakt dat de mixing van Time II in 2014 was uitgesteld vanwege te weinig financiële middelen. Het album wordt pas afgerond wanneer er beschikking is over het juiste budget en apparatuur.
Op 12 januari 2024, kondigde de band via hun sociale mediakanalen aan dat Time II is afgewerkt. Op 1 maart volgde een digitale preorder via Indiegogo. Het album zelf zou uitkomen op 30 augustus 2024.

## Discografie
- Wintersun (2004)
- Time I (2012)
- The Forest Seasons (2017)
- Time II (2024)